# Александър Римски-Корсаков
Александър Михайлович Римски-Ко̀рсаков е руски генерал от пехотата.
Останал в историята като провалил се помощник на ген. Александър Суворов по време на Швейцарския поход 1799-1800 г. Император Павел I го уволнява, но наследникът му Александър I отново го приема на служба. Управлява беларуски и литовски губернии, развива отново военна кариера: командир на корпус, командващ резервна армия, военен губернатор във Вилно и др. Член на Държавния съвет от 1830 г.